# Хайбулаєв Тагір Камалудинович
Тагір Камалутдинович Хайбулаєв (рос. Тагир Камалутдинович Хайбулаев, 24 липня 1984) — російський дзюдоїст, олімпійський чемпіон.

## Виступи на Олімпіадах
| Олімпіада   | Дисципліна           | Місце |
| ----------- | -------------------- | ----- |
| Лондон 2012 | напівважка категорія | 1     |
| Ріо 2016    | напівважка категорія | 17    |